# 江忠義
江 忠義（こう ちゅうぎ、Jiāng Zhōngyì、1835年 - 1864年）、清末の官僚・軍人。字は味根。湖南省新寧出身。江忠源の従兄弟。
咸豊2年（1852年）、江忠源が楚勇を率いて太平天国軍の攻撃を受けていた長沙に救援に赴くと、江忠義もそれに従い、湖北省・江西省を転戦した。咸豊4年（1854年）に江忠源が廬州で戦死すると、その軍の一部を吸収した。翌5年（1855年）、提督の和春に従って廬州を奪回すると、知県に抜擢された。
咸豊7年（1857年）に劉長佑が江西省の臨江で危機に陥ると郷勇1000人を率いて救援に赴き、太平天国の翼王石達開軍を破り、知府に昇進した。翌8年（1858年）、江西省を平定して湖南省に戻り、咸豊9年（1859年）に石達開が永州を攻撃すると、応援に駆けつけて石達開を破り、功績で道員に昇進した。更に宝慶・広西省全州を転戦し、貴州巡撫に抜擢された。
同治元年（1862年）、貴州省の姜映芳率いるトン族の蜂起を鎮圧し、貴州提督に転任、更に広西提督に異動し、張高友の蜂起軍を破った。同治2年（1863年）に再び江西省の応援に行き、湖口を攻め、太平天国の堵王黄文金を破った後、安徽省南部で寧国・太平などを奪回した。しかし病にかかり、医者に診てもらいに南昌に赴く途中で死去した。誠恪の諡号が贈られた。